# Kenneth Gangnes
Kenneth Gangnes (Gjøvik, 15 mei 1989) is een Noors schansspringer.

## Carrière
Gangnes maakte zijn debuut in de wereldbeker in het seizoen 2007/2008. Bij zijn eerste wereldbekerwedstrijd in Lillehammer werd hij 37e. Op 6 december 2015 behaalde Gangnes zijn eerste overwinning in een wereldbekerwedstrijd met winst in datzelfde Lillehammer. Tijdens de Grand Prix schansspringen 2015 won hij twee wedstrijden in het Russische Tsjaikovski. Mede dankzij deze twee overwinningen behaalde hij de zilveren medaille in het eindklassement van de GP Schansspringen.

## Resultaten

### Wereldkampioenschappen skivliegen
| Jaar | Plaats          | Resultaten         |
| ---- | --------------- | ------------------ |
| 2016 | Bad Mitterndorf | HS225 · Team HS225 |

### Wereldbeker
Eindklasseringen
| Seizoen   | Algm  | SV  | 4S  | NT  |
| --------- | ----- | --- | --- | --- |
| 2007/2008 | 35e   | –   | 41e | 50e |
| 2009/2010 | 90e   | -   | 61e |     |
| 2010/2011 | 78e   | -   | -   |     |
| 2011/2012 | 43e   | 32e | 45e |     |
| 2014/2015 | 41e   | 19e | -   |     |
| 2015/2016 | Brons | 4e  | 4e  |     |

Wereldbekerzeges
| Datum           | Plaats      | Schans |
| --------------- | ----------- | ------ |
| 6 december 2015 | Lillehammer | HS100  |

### Grand-Prix
Eindklasseringen
| Jaar | Plaats |
| ---- | ------ |
| 2008 | 56e    |
| 2009 | 21e    |
| 2011 | 80e    |
| 2015 | Zilver |

Grand-Prixzeges
| Datum            | Plaats       | Schans                |
| ---------------- | ------------ | --------------------- |
| 8 augustus 2009  | Hinterzarten | HS108 (teamwedstrijd) |
| 5 september 2015 | Tsjaikovski  | HS140                 |
| 6 september 2015 | Tsjaikovski  | HS140                 |